# 貓捉老鼠法令

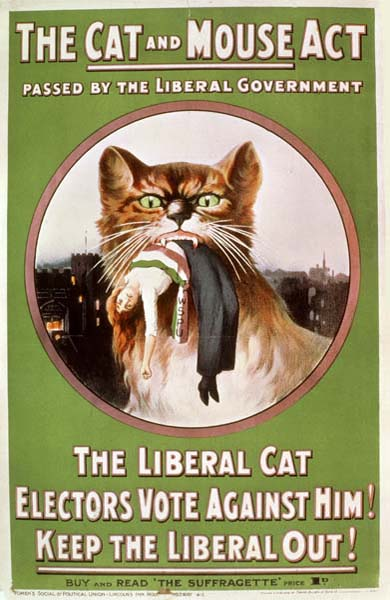
1914年的WSPU海报 - 伦敦博物馆

貓捉老鼠法令（英語：The Cat and Mouse Act），正式名稱是在囚人士（藉健康欠佳獲臨時假釋）法令（英語：Prisoners (Temporary Discharge for Ill Health) Act），是英國於1913年通過的一項國會法令。當時女權運動者尤其是婦女社會政治聯盟（WSPU）的成員，因參與社會運動被捕入獄後，不少人以絕食抗議，為免女囚絕食致死，该法案允许政府把女囚釋放，待身體狀況復元後，再以同样罪名拘捕入獄继续服刑。因猫具有先逗弄老鼠再将其杀死的习性，该法案被WSPU称为貓捉老鼠法令。

## 相關条目
- 英國的婦女參政權
- 女性主義歷史